# Notholaena ochracea
Notholaena ochracea là một loài thực vật có mạch trong họ Adiantaceae. Loài này được (Hook.) Yatsk. & Arbeláez mô tả khoa học đầu tiên năm 2008.